# Коцауров, Николай Васильевич
Николай Васильевич Коцауров (Кацауров) (1798 — после 1848) — магистр физико-математических наук, адъюнкт математики в Московском университете.

## Биография
Родился в 1798 году в семье поручика, рано потерял отца. Когда ему было 8 лет умерла и его мать, на другой день после того, как пришла с двумя своими сыновьями, из которых младшему было лишь 5 лет, в Москву, без всяких средств, хлопотать о помещении куда-нибудь своих детей. Детей поместили в сиротское заведение при матросской богадельне. В 1810 году, по окончании курса в этой школе, Коцауров был определён в московскую губернскую гимназию.
В 1816 году поступил в Московский университет и 5 июля 1819 года окончил курс кандидатом физико-математического отделения философского факультета с серебряной медалью. С 18 января 1820 года начал службу преподавателем математики в университетском пансионе. В 1823 году ему было поручено чтение лекций по алгебре и геометрии студентам первого курса. В 1824 году Коцауров защитил магистерскую диссертацию: «Рассуждение об измерении высот посредством барометра». Работал в должности суббиблиотекаря в библиотеке Московского университета (1824—1828).
В 1828 году утверждён адъюнктом чистой математики и секретарем факультета и начал чтение лекций по аналитической геометрии. В 1830 году Коцауров принимал вступительные экзамены в университет у М. Ю. Лермонтова.
В апреле 1834 года оставил службу в университете, заняв должность помощника инспектора классов при Московском воспитательном доме.